# Fokker D.X
Fokker D.X (či D.10) byl nizozemský stíhací letoun vzniklý u společnosti Fokker po skončení první světové války. 

## Vznik a vývoj

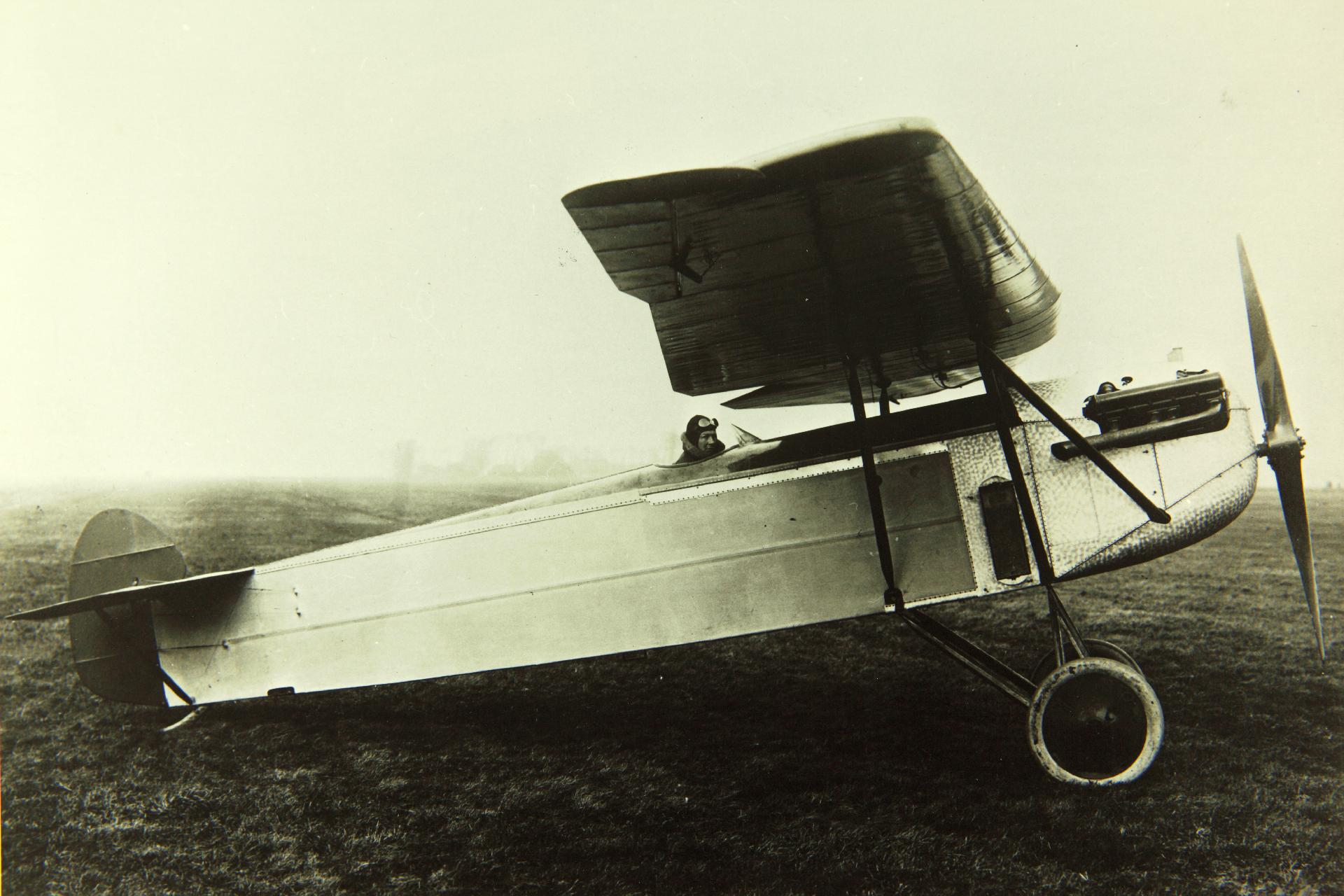
Boční pohled na D.X

V roce 1918 Fokkerův hlavní konstruktér Reinhold Platz navrhl stíhací Fokker D.VIII, vzpěrový hornoplošník s křídlem samonosné konstrukce, což byl v té době nezvyklý rys. Jeho rotační motor měl výkon jen 82 kW (110 hp), ale typ měl dobré letové vlastnosti. V Německu vzniklo 60 kusů. Po skončení války Anthony Fokker přesunul svou výrobní činnost do Nizozemska. D.X vznikl jako zvětšená verze D.VIII, která se dočkala jen omezeného úspěchu. Deset letounů zakoupilo Španělsko a jeden Finsko, které jej užívalo v letech 1923–1924.

## Uživatelé
- Finsko
  - Finské letectvo (1)
- Španělsko
  - Španělské letectvo (10)

## Specifikace (D.X)

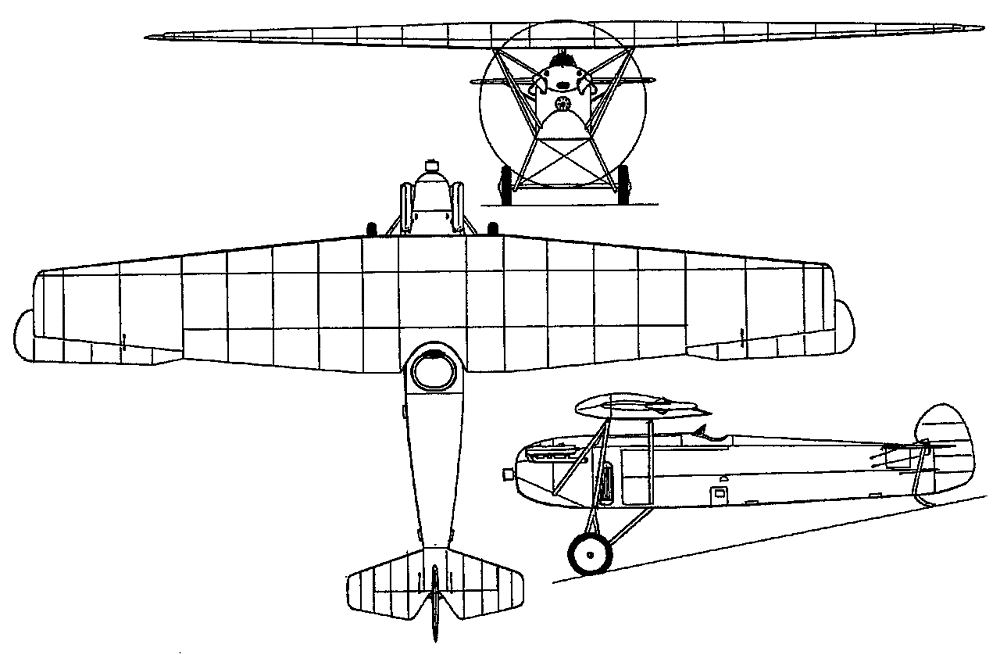
Třípohledový nákres D.X

Údaje dle

### Technické údaje
- Osádka: 1 (pilot)
- Délka: 8 m
- Rozpětí: 14 m
- Výška: 2,95 m
- Nosná plocha:
- Prázdná hmotnost:
- Maximální vzletová hmotnost: 1 250 kg
- Pohonná jednotka: 1 × kapalinou chlazený osmiválcový vidlicový motor Hispano-Suiza 8Fb
- Výkon pohonné jednotky: 223 kW (300 hp)

### Výkony
- Maximální rychlost: 225 km/h

### Výzbroj
- 2 × synchronizovaný kulomet Spandau LMG 08/15 ráže 7,92 mm